# Aubrey O'Day
Aubrey Morgan O'Day, nota come Aubrey O'Day o semplicemente Aubrey (San Francisco, 11 febbraio 1984), è una cantante, ballerina, stilista e personaggio televisivo statunitense, membro del gruppo delle Danity Kane fino all'ottobre del 2008, sotto contratto con la Bad Boy Records di Diddy.
A seguito di una discordia con il mentore del gruppo, P. Diddy, la O'Day è stata cacciata dal gruppo nel 2008, insieme all'amica e collega D. Woods. Il gruppo, orfano di uno dei membri originali, durante il pre-show degli MTV Video Music Awards 2013, ha annunciato la sua l'uscita del nuovo singolo, chiamato Rage. Ha posato per riviste come Blender e Playboy, ha recitato a Broadway nel musical Hairspray, e fatto apparizioni in alcuni reality show televisivi. Nel 2011, ha firmato un contratto discografico da solista con la Universal Republic, SRC, e ha pubblicato il suo album di debutto Between Two Evils nel 2013.
Nel 2013 O'Day prende parte alla riunione delle Danity Kane. Il gruppo si scioglie nuovamente nell'agosto del 2014. Poco dopo lo scioglimento del gruppo O'Day insieme a Shannon Bex dà vita al duo dance-pop Dumblonde; le due cantanti confermano la nascita del duo durante gli iHeart Radio Music Awards 2015. Il 25 settembre 2015 il duo pubblica il suo primo album dal titolo Dumblonde.
Nell'estate 2018 Aubrey O'Day, Shannon Bex e Dawn Richard annunciano una nuova reunion delle Danity Kane e che il gruppo andrà in tournée per promuovere il loro nuovo album delle Dumblonde, il nuovo lavoro di Richard e nonché le canzoni delle Danity Kane.

## Biografia

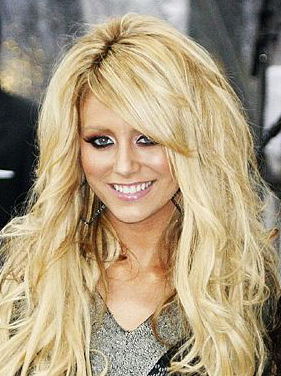
O'Day nel 2007

O'Day ha iniziato ad esibirsi all'età di cinque anni. "Ho vissuto sul palcoscenico, e anche a sei anni, dormivo dietro i sedili del teatro", ha dichiarato in un'intervista. Secondo la madre, quando O'Day aveva quattro anni, era a una performance de Lo Schiaccianoci ha iniziato a piangere. Sua madre le ha chiesto che cosa c'era che non abdava e O'Day rispose: "Sono triste che io sono qui seduta e non sul palco." O'Day ricorda quel momento come il momento in cui ha "ufficialmente" realizzato il suo amore per l'intrattenimento.
O'Day ha recitato come protagonista in diversi musical, tra cui Dorothy ne Il Mago di Oz, Carmen in Fame, Sandy in Grease, Liesl in The Sound of Music, Tzeitel in Fiddler on the Roof (Il Violinista sul tetto), e Mimi in Rent. Inoltre ha recitato in Annie. Nell'infanzia di O'Day le auduzioni e i casting avevano un ruolo di maggior peso rispetto alla scuola. The Notorious B.I.G. e Sean "Puffy" Combs erano le sue influenze musicali da bambina.
O'Day ha frequentato La Quinta High School presso la città di La Quinta, presso la contea di Riverside in California. Si è laureata in scienze politiche presso l'Università della California, Irvine, ed era un membro della confraternita delle Alpha Chi Omega.

## Carriera

### 2004 – 2008:Making the Band 3e le Danity Kane
O'Day è stata scoperta nel 2004 nel reality show di MTV Making the Band 3, creato da Sean "Diddy" Combs, ed è emersa come stella dello show. Durante la seconda stagione di Making the Band 3, mentre il reality era ancora in corso, la rivista Blender contattò la O'Day per posare per il loro numero di settembre 2005. La rivista l'ha descritta come la concorrente "che ha mantenuto la calma e la determinazione che ha battuto quasi 10.000 ragazze per avere la possibilità di cantare in un gruppo femminile creato da P. Diddy. O'Day espresse preoccupazioni circa la gara per la creazione del. "Sono stata più volte nella situazione di essere eliminata della competizione," ha dichiarato. "E 'difficile stare in piedi in una stanza e sapere che il tuo sogno è tutto nelle sue mani [di Combs]". L'ex manager dei Backstreet Boys e degli 'N Sync Johnny Wright, che è stato uno dei giudici dello show, ha dichiarato fin dalla prima audizione della O'Day a Los Angeles che lei era "una stella".

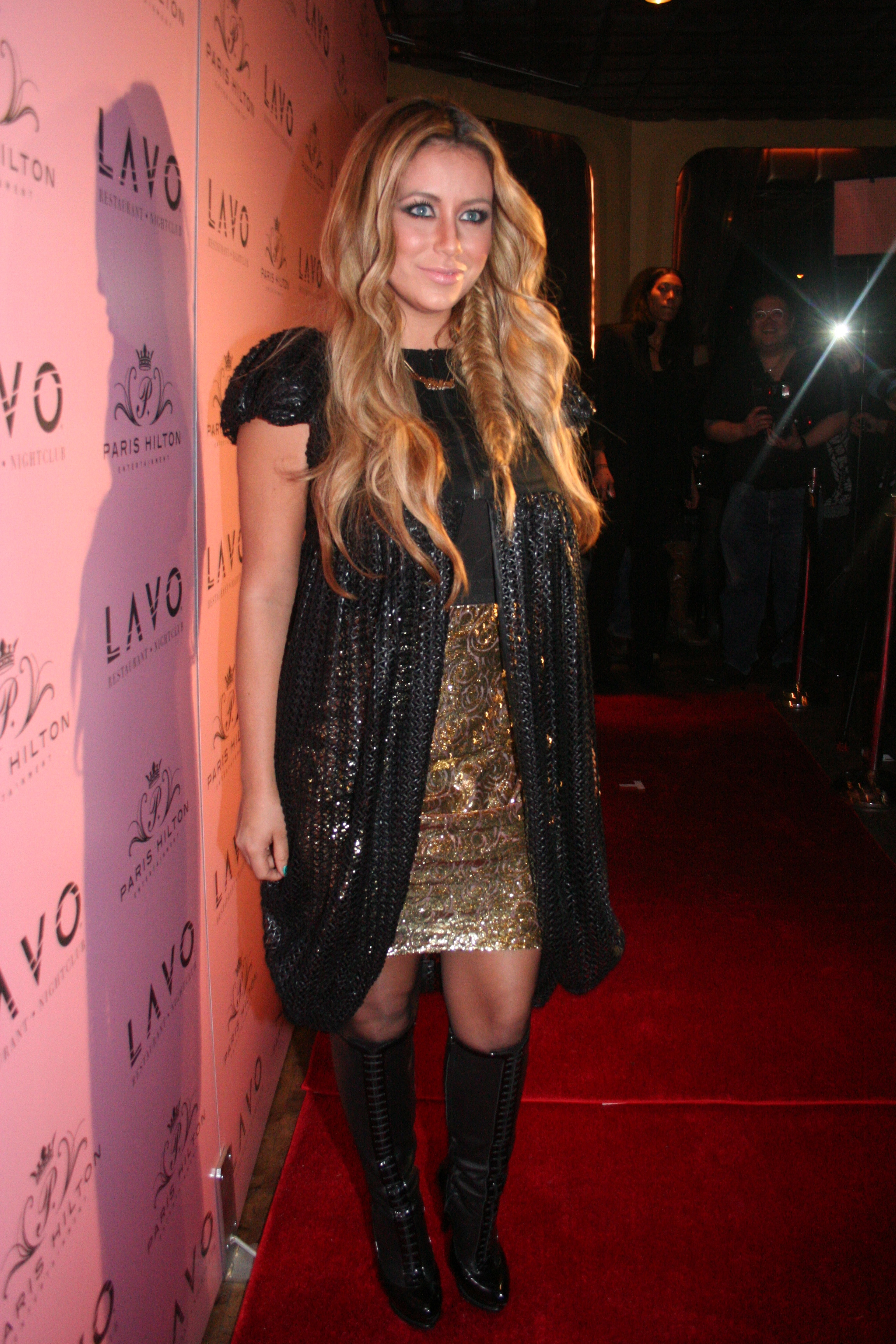
O'Day al 30º compleanno di Paris Hilton nel 2011

O'Day fu scelta insieme a Shannon Bex, Aundrea Fimbres, Dawn Richard, e Wanita "D. Woods" Woodgette a far parte del gruppo delle Danity Kane. Il loro album di debutto pubblicato il 22 agosto 2006 negli Stati Uniti d'America ha venduto più di 90 000 copie nel primo giorno di uscita, e più di 234.000 nella prima settimana di uscita. E alla fine debuttò al numero uno della Billboard 200 degli Stati Uniti, battendo Christina Aguilera e gli OutKast. Inoltre, tra il febbraio 2007 e il maggio 2007, le Danity Kane parteciparono, insieme con le Pussycat Dolls, come band di apertura al Back to Basics Tour di Christina Aguilera.
La fama sempre maggiore della O'Day e il suo aspetto fisico attiravano sempre più riviste, il che aiutò ad ampliare la sua carriera al di là del gruppo. In aggiunta ad altri progetti musicali, la O'Day ha posato per diversi copertine "sexy" di alcune riviste. Nell'episodio di Making the Band, andato in onda il 28 agosto 2008 Sean Combs le disse che non gli piaceva questa immagine troppo "sexy" che si era creata al di fuori del gruppo e inoltre dichiarò che era "la peggior ballerina" delle Danity Kane. Le disse inoltre che non era più la ragazza che aveva scelto per far parte della band e che non era più una delle migliori. Combs senza mezzi termini ha accusato la O'Day di cercare di espandere la sua fama a spese di tutto il gruppo, e che le piaceva mostrare il seno e avere capelli lunghi e gonfi, riferendosi a un incidente in cui aveva strofinato la scollatura sul braccio di un presentatore televisivo. Furioso, Combs le chiese perché doveva tenerla nel gruppo.
Durante l'episodio del 7 ottobre 2008 del reality show, Combs disse che non faceva più parte del gruppo delle Danity Kane. Ma un annuncio ufficiale della Bad Boy Records non vi fu. Quando, durante un'intervista al Boston Herald, fu chiesto alla O'Day se facesse ancora parte del gruppo, lei rispose: "Non posso parlare di ciò, mi dispiace".
Indiscrezioni dissero che era soltanto una trovata pubblicitaria e che in realtà Combs non voleva licenziare la O'Day, visto anche il fatto che quando parlava della sua carriera, la O'Day si definiva come "un membro di un gruppo femminile" e "ufficialmente facente parte del gruppo delle Danity Kane". Ad ogni modo nell'episodio di Making the band del 14 ottobre 2008, fu confermato il licenziamento della O'Day dal gruppo, così come quello della sua amica e collega D. Woods. Nell'episodio finale della serie Combs dichiarò di averla cacciata in quanto non era più la stessa persona che aveva scritturato e che la fama l'aveva cambiata. La replica della O'Day fu: "Sarò odiata fino all'ultimo giorno della mia vita per essere una persona vera ed essere amata per essere qualcuno che non sono in realtà". Durante un'intervista fatta nel backstage dell'episodio finale di Making tha band, la O'Day ha dichiarato: "Stasera è la fine di un capitolo della mia vita, ma non la fine del libro. Farò il possibile per lasciare l'impronta in questo mondo, le Danity Kane e Combs mi hanno dato l'opportunità di riuscire ad arrivare al cuore delle persone. Penso che il modo in cui riuscivamo ad ispirare le persone era qualcosa che non riuscirò mai a raggiungere di nuovo nella mia vita.."
MTV News ha misurato le reazioni dei fan circa il licenziamento di O'Day e Woods. I fan hanno lasciato lunghi e appassionati commenti sul sito di MTV dichiarando il loro malcontento riguardo a questa situazione. La nuova stagione di Making the Band aveva lo scopo di trovare le sostitute per il gruppo. Invece ha mostrato l'ufficiale scioglimento delle Danity Kane, dovuta anche al declinamento da parte di Shannon Bex dell'offerta di partecipare alla nuova serie del reality show. La O'Day dichiarò che non le era stato chiesto di tornare a far parte del gruppo e che se glielo avessero chiesto lei sarebbe ritornata. Sean Combs ha recesso il contratto tra la O'Day e la Bad Boy Records il 16 aprile 2009 in un episodio del reality. Nell'episodio finale la O'Day ha dichiarato che non avrebbe mai dimenticato di aver fatto parte del gruppo mentre Combs dichiarò che se avesse dovuto scegliere di nuovo la formazione delle Danity Kane avrebbe scelto le cinque ragazze, compresa la O'Day.

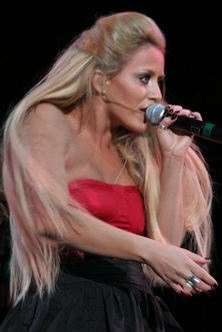
O'day canta Damaged nel 2008

### 2008 – 2012: La carriera da solista e il ritorno ai reality show televisivi
Nel 2008 la O'Day ha recitato nel ruolo di Amber Von Tussle nel musical di Broadway Hairspray, l'anno successivo ha preso parte al film comico American High School insieme a Nikki Ziering,. e sta valutando altri ruoli in alcuni film. Inoltre ha iniziato la sua carriera da solista, entrando in studio di registrazione affiancata da Shanell Woodgette e dal produttore Vaushaun "Maestro" Brooks per registrare il remix della canzone Party All the Time del cantante iraniano Sharam. Inoltre dal settembre al dicembre 2009 ha fatto parte del cast del musical di Jerry Mitchell Peepshow recitando nel ruolo della Peep Diva presso il Planet Hollywood Resort and Casino di Las Vegas, Nevada. Nello stesso anno ha anche collaborato con Donnie Wahlberg al singolo I Got It.
Nell'episodio finale di Making the Band la O'Day dichiarò che avrebbe avuto il suo reality show televisivo che sarebbe stato registrato nella primavera del 2010. Il reality show, chiamato All About Aubrey, andò in onda il 7 marzo 2011 sul canale Oxygen.
La O'Day prese anche parte al reality show di Donald Trump The Celebrity Apprentice 5, la quale venne definita "narcisista, egocentrica, cattiva e viziata" da parte dei media e degli spettatori dello show, e definita "trasparente" dai giudici del reality. A causa di una forte lite con Arsenio Hall la O'Day stava pensando di lasciare lo show, alla fine rimase nel reality fino a quando non venne eliminata, arrivando fino al terzo posto.
Nel frattempo la O'Day aveva lanciato due diversi singoli, che non rientrarono nell'album di debutto:
- Automatic che venne pubblicato il 12 aprile 2011 e che ha venduto oltre 50,000 in meno di due, facendo arrivare il singolo nella top 20 della iTunes pop charts[36][37][38]
- Wrecking Ball che venne pubblicato il 23 aprile 2012 e che venne scaricato 3.000 nella prima settimana[39]. Il video venne girato nel giugno 2012, fu diretto da Rage e fu pubblicato il 26 settembre 2012.

### 2012 – 2014:Between Two Evils, il ritorno con le Danity Kane e il secondo scioglimento
Nel 2012 la O'Day annunciò che avrebbe registrato il suo EP di debutto da solista, chiamato Between Two Evils, e che sarebbe stato pubblicato nel 2013. Il 31 dicembre 2012 durante un concerto ha eseguito tre canzoni tratta dal suo EP di debutto: Love Me When You Leave, Let Me Lay e Before I Drown. Between Two Evils è stato pubblicato il 13 agosto 2013.
Nel maggio 2013 Shannon Bex, Aundrea Fimbres, Aubrey O'Day e Dawn Richard iniziarono a parlare di una possibile riunione e da allora vennero pubblicate foto del gruppo in studio di registrazione. Il quinto membro della band Wanita "D. Wood" non prenderà parte alla reunion.
Durante il pre-show degli MTV Video Music Awards 2013, il 25 agosto 2013, i quattro membri rimanenti del gruppo hanno annunciato la riunione e che il nuovo album, chiamato Rage, uscirà presto.
Il 15 maggio 2014 è stato pubblicato, tramite il sito SoundCloud, il primo singolo del terzo album del gruppo intitolato Lemonade. Il singolo è stato prodotto da The Stereotypes e vede la collaborazione col il rapper Tyga. Il 29 maggio viene invece pubblicato un "lyrics video" del singolo, tramite YouTube, dove tre bambine impersonano le tre ragazze.
Il gruppo si scioglie nuovamente nell'agosto del 2014 a seguito di una forte lite tra Dawn Richard e Aubrey O'Day. L'annuncio viene dato ufficialmente da O'Day e Bex l'8 agosto 2014.
Il 24 settembre 2014 O'Day e Bex annunciano che il terzo album del gruppo, intitolato DK3, verrà comunque rilasciato. Lo stesso giorno viene pubblicato il secondo e ultimo singolo tratto dall'ultimo Rhythm of Love
Il terzo e ultimo album del gruppo viene pubblicato il 27 ottobre 2014.

### 2014 - 2016: Il debutto delle Dumblonde eDumblonde
Poco dopo lo scioglimento del gruppo e la pubblicazione del terzo album, iniziarono a girare in rete e sui vari social network foto delle due ragazze in studio di registrazione. Le due cantanti confermano la nascita del duo durante gli iHeart Radio Music Awards 2015.
Il gruppo fa il suo debutto ufficiale con la pubblicazione del primo singolo estratto dal loro primo album. Il singolo, dal titolo White Lightning, viene pubblicato il 17 luglio 2015. Lo stesso giorno viene pubblicato sul canale YouTube del duo il video ufficiale del singolo.
Il 25 settembre 2015 il gruppo pubblica il suo primo album dal titolo Dumblonde. L’album debutta alla posizione numero 129 della Billboard 200 vendendo, negli Stati Uniti, oltre cinque mila copie nella prima settimana.

### 2016 – 2019:Remember Me, Grande Fratello Vip, la seconda reunion delle Danity Kane eBianca
Il 15 gennaio 2016 il duo pubblica un nuovo singolo dal titolo ‘’Remember Me’’. Nell'agosto 2016 O'Day prende parte alla 18ª edizione del Grande Fratello Vip inglese, posizionandosi al 5º posto.
Il duo lavora sul secondo album e il 4 luglio 2018 pubblica il singolo White Hot Lies.
Dopo la pubblicazione del singolo il Bex e O'Day annunciano che prenderanno parte ad una nuova reunion delle Danity Kane e insieme a Dawn Richard andranno in tournée per promuovere il loro nuovo album, il nuovo lavoro di Richard e nonché le canzoni delle Danity Kane. Il tour inizia il 28 settembre 2018 a Stamford e termina il 2 marzo 2019 a Seattle.
Al termine della tournée con le Danity Kane, le Dumblonde pubblicano, il 4 marzo 2019, il loro secondo album dal intitolato Bianca. Nel gennaio 2019 O'Day annuncia che il gruppo sta lavorando a nuovo materiale; quello stesso anno il trio pubblicata il singolo Neon Lights.

### 2020: Il futuro delle Daniy Kane e delle Dumblonde
O'Day continua il lavoro all'interno delle Danity Kane, infatti all'inizio del 2020 il gruppo pubblica l'EP, dal titolo Strawberry Milk, contenente due singoli:Fly e Boy Down L'EP rilasciato sotto il nome del gruppo è stato anche promosso come Aubrey X Dawn. I fans hanno notato la mancanza di Shannon Bex da questi ultimi progetti e durante una diretta su Instagram O'Day ha dichiarato che "Bex è focalizzata sulla costruzione della sua azienda Vooks", aggiungendo che "le Danity Kane sono molto più che cinque ragazze, possono essere una, due, cinque ragazze. Sono una voce per le donne e che al momento siamo in due e chissà cosa ci attende in futuro. Le cose possono cambiare, le cose si possono muovere in direzioni diverse. Tutti sono sempre ben accetti a tornare". Il 19 marzo 2020 O'Day e Richard pubblicano un nuovo singolo, dal titolo New Kings. Mentre resta incerto il futuro delle Dumblonde.

## Altre attività
Nel 2007 ha sfilato per la casa di moda Heatherette durante la Settimana della moda Mercedes-Benz. Ha collaborato alla canzone del cantante R&B Cupid scritta e prodotta da D. Harold; Mischke, and T. Thomas, intitolata "Do Yo Dance, per il nuovo album del cantante Time for a Change.
Nel 2008 la O'Day è entrata nella classifica delle 100 donne più belle del mondo secondo Maxim posizionandosi alla posizione numero 86, inoltre è entrata anche nella classifica delle 100 donne di più secondo Blender. Nel gennaio 2008 divenne la testimonial per il brand Famous Stars and Straps. Nell'agosto dello stesso anno comparve nel video musicale di Pretty Please della cantante Estelle. Lanciò anche la sua linea di moda, Heart on My Sleeve composta da magliette e accessori acquistabili solamente online She posed topless for men's magazine Complex, their November 2008 issue.. Ha posato senza veli per il numero di novembre 2008 per la rivista Complex.
Sempre nel 2008 la O'Day fece un'apparizione nel reality show 50 Cent: The Money and the Power. Successivamente apparve sulla copertina di Playboy. Inoltre comparve sulle copertine di Jadore, Image, Palm Springs Life, King, Right On!, Dub e Envy. Inoltre è apparsa sulle riviste GQ, In Touch Weekly e Us Weekly. È stata il giudice ospite dell'ottava puntata della quinta stagione del reality show RuPaul's Drag Race.

## Vita privata e la filantropia
Dopo essere diplomata a La Quinta High School e aver deciso di iscriversi all'Università della California, la O'Day passò un semestre lavorando presso organizzazioni no profit e lavorando in vari paesi aiutando rifugiati, orfani e soprattutto bambini con l'AIDS. È stata volontaria per la The Pink Project (un libro fotografico a favore della RAINN e la Los Angeles Breast Cancer Alliance) e ha aiutato le vittime dell'Uragano Katrina. La O'Day ha anche creato la sua organizzazione, chiamata F*A*N (Fighting Aids Now). Lo scopo della sua associazione è di dare terapie e aiuto ai bambini in ospedale.
Durante la competizione per entrare a far parte delle Danity Kane la O'Day stringe amicizia con Aundrea Fimbres. La loro amicizia diventò più forte quando parteciparono insieme alla serie successiva di Making the Band e molte persone che seguivano lo show volevano che le due facessero parte della band. Le due si definirono migliori amiche durante la seconda serie di Making the Band. La O'Day si fece tatuare il codice a barre del primo album delle Danity Kane sulla parte posteriore del collo. Ma l'amicizia tra le due, comunque, iniziò a vacillare e le due si allontanarono sempre più. Nel 2010 la O'Day ha dichiarato che rimarranno sempre amiche.
Durante la puntata del The Wendy Williams Show del 12 agosto 2008 dichiarò che stava frequentando DJ Cassidy, smentì le voci circa suoi interventi di chirurgia e che avesse frequentato Sean Combs. Inoltre disse che D. Woods era la sua miglior amica e che era molto amica della pornostar Jenna Jameson. Nel settembre, durante un'intervista a Complex dichiarò che le piaceva guardare film porno come passatempo e che la sua pornostar preferita era la Jameson.
Nell'agosto 2008 durante un'intervista a Broadway.com la O'Day dichiarò che non sopportava "le persone che vogliono per forza indicare la tua sessualità". Il 15 dicembre 2008, Fox News riportò che, secondo un suo amico. la O'Day era stata ad un party con la sua ragazza. Quando si diffusero le indiscrezioni circa la sua omosessualità, la O'Day non smentì né confermò queste voci. Nel 2009 durante un'intervista in cui le chiesero se fosse bisessuale, la O'Day rispose: "In genere non mi piace essere etichettata... Voglio trovare qualcuno che mi appassioni, e non voglio limitarmi a un segmento della popolazione".
Durante la campagna elettorale per le elezioni presidenziali statunitensi del 2008 la O'Day supportò Barack Obama. Inoltre supporta i diritti gay.

## Discografia

### Con le Danity Kane
- 2006 - Danity Kane
- 2008 - Welcome to the Dollhouse
- 2014 - DK3

### Solista
- 2013 - Between Two Evils

### Con le Dumblonde
- 2015 - Dumblonde
- 2016 - Dumblonde x HEiR
- 2019 - Bianca